# Anisoplia limbata
Anisoplia limbata är en skalbaggsart som beskrevs av Ernst Gustav Kraatz 1886. Anisoplia limbata ingår i släktet Anisoplia och familjen Rutelidae. Inga underarter finns listade i Catalogue of Life.